# Tumorsuppressorgen
Een tumorsuppressorgen is een gen dat onbeperkte deling van de cel voorkomt en daarmee het ontstaan van een tumor verhindert. Het eiwit dat door dit gen gecodeerd wordt, heeft namelijk een negatieve invloed op de celdeling.
Tegenover een tumorsuppressorgen staat het (proto-)oncogen dat bij verhoogde activiteit de maligniteit van kanker vergroot.
Een tumorsuppressorgen speelt vaak een rol bij de regulatie van de mitotische celdeling en het voorkomen van mutaties. Ook zijn er tumorsuppressorgenen die gecontroleerde celdood (apoptose) in gang zetten na interne of externe signalen. Een voorbeeld van zo'n intern signaal is DNA-schade. Externe signalen die celdood in gang zetten kunnen bijvoorbeeld afkomstig zijn van cellen van het immuunsysteem. Daartoe kan zo'n immuuncel besluiten nadat eiwitten op het celmembraan als lichaamsvreemd worden herkend.

## p53
Een belangrijk eukaryoot tumorsuppressoreiwit is p53. Dit eiwit staat centraal in een signaalcascade die celgroei en apoptose reguleert. Het is dus van belang in de celcyclus. Bij celschade heeft het 2 mogelijkheden: het stopzetten van de celgroei in de G1-fase (waarbij het DNA hersteld kan worden) of apoptose (als de schade te erg is).
Wanneer het DNA kleine schade heeft opgelopen zal het p53-eiwit actief worden en de celdeling tegenhouden doordat het zorgt voor de transcriptie en translatie van het  p21-gen. Dit gen is verantwoordelijk voor de aanmaak van het eiwit p21. Het p21-eiwit is een zogenaamd CdK-inhibitoreiwit. Het eiwit bindt zich met CdK/cyclinecomplexen, waardoor deze inactief worden en de celdeling stopt.
Indien de schade te groot is en niet hersteld kan worden, zal ditzelfde eiwit apoptotische signalen doorsturen. In vele gevallen van kanker is dit gen onderdrukt en wordt het eiwit niet meer aangemaakt. P53 werkt als een dimeer en regelt onder meer de expressie van cyclusremmende eiwitten. Wanneer een mutatie in p53 optreedt kan het dimeer inactief worden, waardoor er ongecontroleerde celdeling zal optreden.